# جيمس ميريت إيفز
جيمس ميريت إيفز (بالإنجليزية: James Merritt Ives)‏ هو مصمم ليثوغراف أمريكي، ولد في 5 مارس 1824 في نيويورك في الولايات المتحدة، وتوفي في 3 يناير 1895.

## وصلات خارجية
- جيمس ميريت إيفز على موقع الموسوعة البريطانية (الإنجليزية)